# Fockeeae
Fockeeae là danh pháp khoa học của một tông thực vật có hoa trong phân họ Asclepiadoideae của họ Apocynaceae.

## Phân loại
Tông này gồm 2 chi, phân bố trong khu vực Đông Phi và bán đảo Ả Rập.
- Cibirhiza: 3 loài. Phân bố từ Ethiopia tới Zambia, bán đảo Ả Rập.
- Fockea: 6 loài. Phân bố từ Kenya tới miền nam châu Phi.